# Astana Open 2021
Die Astana Open 2021 waren ein Tennisturnier der WTA Tour 2021 für Damen und ein Tennisturnier der ATP Tour 2021 für Herren in Astana. Das Herrenturnier der ATP fand vom 20. bis 26. September 2021, das Damenturnier der WTA vom 27. September bis 2. Oktober statt.